# دورية علم الفلك والجيوفيزياء
دورية علم الفلك والجيوفيزياء (Astronomy & Geophysics أو A&G) هي مجلة علمية تخصصية تابعة للجمعية الفلكية الملكية، وتختص بنشرها دار جامعة أوكسفورد للنشر. ومحتوى مقالاتها عبارة عن خليط من القضايا التي تهم علماء الفلك والجيوفيزياء: تقارير إخبارية، ومقابلات، ومراجعات موضوعية، واستطلاعات تاريخية، وتقارير عن اجتماعات وأنشطة الجمعية الفلكية الملكية، بالإضافة إلى صفحة للوفيات. وتخول تلك المجلة الخبراء والمختصين لمهمة مراجعة جميع المقالات الكاملة قبل نشرها.
وقد تأسست تلك المجلة عام 1997 كبديل ورقي لامع (ورق جلوسي) لـ«دورية الجمعية الفلكية الملكية ربع السنوية» (Quarterly Journal of the Royal Astronomical Society) والتي استمر صدورها على مدار الفترة 1960-1996. وتتبع مجلة A&G نفس نظام ترقيم المجلة القديمة. ورئيس تحرير هذه المجلة منذ نشأتها وحتى عام 2018 هو البروفيسور سو بولر من جامعة ليدز.

## مجال الاختصاص
تغطي تلك المجلة عدة مجالات وهي: علم الفلك، والفيزياء الفلكية، وعلم الكونيات، وعلم الكواكب، وفيزياء الأرض والشمس، وعلم الفيزياء الأرضية الإقليمية والعالمية، بالإضافة إلى تاريخ جميع هذه العلوم. وإلى جانب ذلك، توجد بعض المقالات الموضوعية المتعلقة بالأبحاث المشتركة بين التخصصات، وعلاقة السياسة بالعلم، إلى جانب مقالات خبرية، وآراء، ومراجعة كتب وبرمجيات. وتهتم تلك المجلة أيضًا بالإفادة بجميع التطورات والأحداث الواقعة بداخل الجمعية الفلكية الملكية، ونقل أخبار الوفيات.
وتلتزم المجلة بتقاليد المجلة القديمة، ومن بين هذه التقاليد نشر مناقشات عامة عن العلوم الأساسية والجدالات العلمية. وتؤدي تلك المجلة أيضًا وظيفة قناة اتصال بين أعضاء الجمعية، ومجلسها، ومدراءها.[ ولا تقتصر المساهمات إلى تلك المجلة على أعضاء الجمعية.

## التلخيص والفهرسة
ويتم تخزين ملخصات المقالات البحثية وأرشفتها وفهرستها في قواعد البيانات الآتية:
- Academic Search
- Current Contents/Physical, Chemical & Earth Sciences
- InfoTrac
- Meteorological & Geoastrophysical Abstracts
- ProQuest 5000
- Science Citation Index
- Scopus

وطبقًا لتقارير الاستشهاد بالمجلات الأكاديمية لعام 2011، حظيت تلك المجلة بمعامل تأثير بقيمة 0.339 مما يجعل ترتيبها رقم 51 من بين 54 مجلة تحت تصنيف «علم الفلك والجيوفيزياء»، ورقم 72 من بين 77 مجلة تحت تصنيف «الجيوكيمياء والجيوفيزياء».[

## دورية الجمعية الفلكية الملكية ربع السنوية
أنشأت دورية الجمعية الفلكية الملكية ربع السنوية وظلت تُنشر إصداراتها من قبل الجمعية منذ سبتمبر عام 1960 وحتى ديسمبر عام 1996، واختصت بنشرها دار وايلي وبلاكويل للنشر في سنواتها الأخيرة. وقد تم نشر 37 مجلد خلال هذه الفترة. وتضمنت تلك المجلة آنذاك مقالات تناقش علم الفلك الحديث والجيوفيزياء وتاريخ العلوم، بالإضافة إلى مقالات أخرى بغرض مناقشة المواضيع البحثية وتقارير معاهد ومراكز الأبحاث الفلكية، وتقارير اجتماعات الجمعية. أما عن المقالات والأوراق البحثية المفصلة فلم تهتم بها تلك المجلة كثيرًا، ولذلك كانت تختص بنشرها المجلة الشهرية الخاصة بالجمعية.
وسبب إنشاء هذه المجلة من الأساس هو أن المجلة الشهرية كانت تزدحم بأخبار تطورات الجمعية، ونقاشات عامة، ومقالات أخرى لا تمت بصلة للأبحاث العلمية. ومن ثم تم إنشاء مجلة ربع سنوية حتى تخفف من تكدس المقالات في المجلة الشهرية وجعلها مختصة بالمقالات البحثية فقط.

## رؤساء التحرير
- ديفيد ديوهرست (1960-1965)
- سي. أندرو موري (1965-1970)
- أ. جاك ميدوز (1970-1975)
- سايمون ميتن (1976-1980)
- ديفيد هيوز (1981-1985)
- جورج كولز (1986-1991)
- روبرت سي. سميث (1992-1995)
- ديفيد هيوز (1996)[7]

### التلخيص والفهرسة في مجلة الجمعية ربع السنوية
وكانت تلك المجلة تستعين بالخدمات الآتية في عملية التلخيص والفهرسة:
- GeoRef
- International Aerospace Abstracts
- Computer & Control Abstracts
- Electrical & Electronics Abstracts
- Physics Abstracts. Science Abstracts. Series A
- Chemical Abstracts

وجميع المقالات بملخصاتها مفهرسة داخل نظام «Astrophysics Data»، وفيه تجد نسخ ضوئية من جميع الصفحات.